# José Florencio Guzmán Correa
José Florencio Guzmán Correa (Santiago, 22 de junio de 1929-Ib., 16 de septiembre de 2017), fue un abogado y político democratacristiano chileno.
Ocupó los cargos de ministro de Defensa del presidente Eduardo Frei Ruiz-Tagle (1998-1999), superintendente de Bancos e Instituciones Financieras (1990-1998) y embajador de Chile en Argentina (1999-2000).

## Primeros años de vida
Es hijo del ingeniero Florencio Guzmán Larraín y de María Luisa Correa. Es hermano de la actriz Delfina, la cineasta María Teresa y el sociólogo Gerardo.
Su infancia la vivió en una tradicional casona del centro de Santiago perteneciente a su abuelo materno, Pedro Correa Ovalle, exsenador conservador por Talca y Linares.
Cursó sus primeros años en el Cardenal Newman College y luego estudió en los Padres Franceses de la capital chilena.
En 1945, dos años antes de terminar las Humanidades, ingresó a la Juventud Estudiantil Católica (JEC). 
Ingresó a derecho en la Universidad Católica de Chile y un año después se trasladó a la Universidad de Chile.

### Matrimonio e hijos
Casado con María Angélica González Soulat, tuvo cuatro hijos: María Cristina, Pilar, Soledad, Gerardo y Luisa.

## Trayectoria pública
En 1953, junto con sus amigos Gustavo Serrano y Alberto Zaldívar, se instaló con un bufete en el centro de la capital chilena. Posteriormente, el ministro de Hacienda, Carlos Vial Espantoso, lo reclutaría como secretario privado, en su calidad de conservador social cristiano.
Por esos años se casó con María Cristina Gutiérrez, madre de sus cinco hijos: María Cristina, Pilar, Soledad, Gerardo y Luisa. Su segunda mujer sería María Angélica González Soulat.
La carrera en el servicio público la continuó en la Superintendencia de Sociedades Anónimas, Compañía de Seguros y Bolsas de Comercio, que dirigía Julio Chaná Cariola.
En 1957 ingresó al Partido Demócrata Cristiano.
En 1964 el presidente Eduardo Frei Montalva lo nombró superintendente de Sociedades Anónimas. En 1968 fue ascendido a subsecretario de Hacienda del ministro Andrés Zaldívar, cargo desde el cual debió enfrentar, un año después, el levantamiento del Regimiento Tacna en demanda de mejoras salariales. A fines de ese año, tomó la decisión de volver a la Superintendencia.
Cuando llegó al poder el Gobierno del presidente Salvador Allende, Guzmán se enclaustró en la actividad privada y en la Universidad de Chile.

### Gobiernos de la Concertación
Tras el regreso a la democracia, fue nombrado superintendente de Bancos e Instituciones Financieras (1990 y 1998), y luego ministro de Defensa (1998-1999).
Como superintendente le tocó liderar temas como la Ley de Bancos y la Deuda Subordinada. 
Su ministerio, en tanto, estuvo centrado en la detención de Augusto Pinochet en Londres. La molestia de los militares por la situación le hizo perder el cargo, llamándose a la cartera a Edmundo Pérez Yoma que mantenía buenas relaciones con el Ejército y con el general Pinochet.
Tras abandonar el puesto se le designó embajador en Argentina, cargo que desempeñó hasta mayo de 2000.
Formó parte del Consejo de Alta Dirección Pública, institución que está a cargo de seleccionar casi 2500 altos cargos de la administración del Estado chileno.